# Zsarolás (bűncselekmény)
A  zsarolás a  hatályos magyar Büntető Törvénykönyv    XXXV. fejezetében, a vagyon elleni erőszakos bűncselekmények között szabályozott  bűncselekmény.  
Aki jogtalan haszonszerzés végett mást erőszakkal vagy fenyegetéssel arra kényszerít, hogy valamit tegyen, ne tegyen vagy eltűrjön és ezzel vagyoni hátrányt okoz, bűntett miatt 1 évtől 5 évig terjedő szabadságvesztéssel büntetendő.
A büntetés 2 évtől 8 évig terjedő szabadságvesztés, ha a zsarolást
 a) bűnszövetségben,
b) az élet vagy testi épség elleni, illetve más hasonlóan súlyos fenyegetéssel, 
c) hivatalos személyként e minőség felhasználásával, 
d) hivatalos megbízás vagy minőség színlelésével 
 követik el.

## A korábbi szabályozás
Az 1978. évi Btk. a  zsarolást a vagyon elleni bűncselekmények között szabályozta. Ezek szerint a zsarolás bűntettét az követi el, aki jogtalan haszonszerzés végett mást erőszakkal vagy fenyegetéssel arra kényszerít, hogy valamit tegyen, ne tegyen, vagy eltűrjön és ezzel kárt okoz.

## Külső hivatkozások
- Nemzeti Jogszabálytár